# مايك آدامز (لاعب كرة قدم بريطاني)
مايك آدامز (بالإنجليزية: Mike Adams)‏ هو لاعب كرة قدم ومدرب كرة قدم بريطاني، ولد في 20 فبراير 1959 في إنجلترا في المملكة المتحدة. لعب مع تشيلسي.

## وصلات خارجية
- مايك آدامز على موقع قاعدة بيانات كرة القدم.إي يو (الإنجليزية)
- مايك آدامز على موقع Soccerway.com (الإنجليزية)